# Уильям-стрит (Манхэттен)
Уи́льям-стрит (англ. William Street) — односторонняя улица в Нижнем Манхэттене, Нью-Йорк. Уильям-стрит начинается от Брод-стрит и идёт на север до Спрус-стрит. Участок между Бивер- и Брод-стрит носит название Саут-Уильям-стрит (англ. South William Street, «южная Уильям-стрит»). Между Бикман- и Спрус-стрит улица является пешеходной.
Во времена Нового Амстердама улица не пользовалась популярностью у зажиточных горожан. На Уильям-стрит располагалось множество полуразваленных лачуг, в которых ютились бедняки. В те годы на улице было множество таверн. Так, участок к северу от Мейден-Лейн назывался Хорс-энд-Карт-Лейн (англ. Horse and Cart Lane) по находившейся на нём таверне Хорс-энд-Карт. Нижняя часть Уильям-стрит меняла название не раз. Сначала она называлась Слейк-Стиг (нидерл. Slyck Steegh, «грязная дорога»). В 1657 году улица стала называться Глейзьерс-стрит (англ. Glaziers Street) в честь жившего на ней стекольщика (англ. glazier) Эверта Дёйкинга (нидерл. Evert Duyckingh). Позже улица сменила название на Миллс-стрит (англ. Mills Street) по находившимся на ней с 1628 года мельницам (англ. mills). Своё современное название улица получила под одной версии — в честь Виллема III, по другой — в 1738 году в честь крупного местного землевладельца Вильгельмуса Бикмана (нидерл. Wilhelmus Beeckman, 1623—1707).
В 1760-х годах в парусной мастерской, находившейся на Уильям-стрит, собирались прихожане возникшей незадолго до этого методистской церкви. В 1769 году на углу Уильям- и Фултон-стрит была воздвигнута кальвинистская Северная Голландская Церковь (англ. North Dutch Church). Она простояла до 1875 года. На стыке XVIII и XIX веков Уильям-стрит наряду с Бродвеем и Мейден-Лейн стала популярным местом у торговцев. К 1830-м годам спрос на коммерческие помещения возрос настолько, что многие жилые дома на улице в те годы сносились, и на их месте возводились торговые помещения. Во второй четверти XIX века на Уильям-стрит было проведено газовое освещение. Улица серьёзно пострадала в результате крупного пожара, произошедшего в ночь с 16 на 17 декабря 1835 года. После него многие здания улицы были перестроены в неогреческом стиле. К середине столетия Уильям- и Уолл-стрит превратились в ядро делового центра города. По состоянию на 1856 год на них располагалось 25 банков, 90 страховых компаний и 130 маклерских контор. На Уильям-стрит и по сей день находятся офисы множества крупных финансовых компаний, среди которых Chase Manhattan Bank, Citibank и HSBC.
На Уильям-стрит расположены станции Уолл-стрит (2, 3) и Фултон-стрит (2, 3) Нью-Йоркского метрополитена.